# Liste der Listen fremdsprachlicher Bezeichnungen für deutsche Orte
Listen mit Exonymen für deutsche Toponyme, das heißt fremdsprachige Namen für Städte, Landschaften, Flüsse, Gebirge und andere geografische Merkmale, die in der Sprache (oder einer der Sprachen) der Einheimischen einen deutschen Namen haben (was in der Regel in Deutschland, Österreich, der deutschsprachigen Schweiz, Liechtenstein, Südtirol und der Deutschsprachigen Gemeinschaft Belgiens der Fall sein wird):
- Albanische Exonyme für deutsche Toponyme
- Dänische Exonyme für deutsche Toponyme
- Englische Exonyme für deutsche Toponyme
- Finnische Exonyme für deutsche Toponyme
- Französische Exonyme für deutsche Toponyme
- Französische Bezeichnungen von Schweizer Orten
- Griechische Exonyme für deutsche Toponyme
- Isländische Exonyme für deutsche Toponyme
- Italienische Exonyme für deutsche Toponyme
- Kroatische Exonyme für deutsche Toponyme
- Lateinische Exonyme für deutsche Toponyme
- Lettische Exonyme für deutsche Toponyme
- Niederländische Exonyme für deutsche Toponyme
- Polnische Exonyme für deutsche Toponyme
- Portugiesische Exonyme für deutsche Toponyme
- Rumänische Exonyme für deutsche Toponyme
- Slowakische Exonyme für deutsche Toponyme
- Slowenische Exonyme für deutsche Toponyme
- Spanische Exonyme für deutsche Toponyme
- Tschechische Exonyme für deutsche Toponyme
- Türkische Exonyme für deutsche Toponyme
- Ungarische Exonyme für deutsche Toponyme